# Stephen Ure
David Stephen Ure (n. Sídney, Nueva Gales del Sur; 28 de marzo de 1958) es un actor australiano.
Interpretó, con ayuda de maquillaje y prótesis, a los orcos Grishnákh y Gorbag en las películas de El Señor de los Anillos de Peter Jackson, tipo de papel al que ha regresado en El hobbit: un viaje inesperado. Ha participado en las series Xena: Warrior Princess como Werfner y Hercules: The Legendary Journeys. También ha hecho el pequeño papel de Duggan, un narniano, también muy maquillado, en The Chronicles of Narnia: The Lion, the Witch and the Wardrobe.

## Filmografía
- Hercules: The Legendary Journeys (1995).
- Xena: Warrior Princess (1995).
- El Señor de los Anillos: las dos torres (2002) como Grishnákh.
- El Señor de los Anillos: el retorno del Rey (2003) como Gorbag.
- The Chronicles of Narnia: The Lion, the Witch and the Wardrobe (2005) como Duggan.
- El hobbit: un viaje inesperado (2012) como Fimbul y Grinnah.
- Deathgasm (2015) como Rikki Daggers.
- X (2022) como Howard.